# Humularia magnistipulata
Humularia magnistipulata är en ärtväxtart som beskrevs av Antonio Rocha da Torre. Humularia magnistipulata ingår i släktet Humularia och familjen ärtväxter. Inga underarter finns listade i Catalogue of Life.